# Elecciones parlamentarias de Perú de 1995
Las elecciones parlamentarias de Perú de 1995 se llevaron a cabo el 9 de abril de 1995 para elegir a 120 representantes ante el Congreso de la República del Perú, representativos de un distrito nacional único, en conjunto con la elección del presidente y vicepresidentes de la República para el periodo 2021-2026. Constituyeron la primera elección parlamentaria desde la aprobación de la Constitución de 1993. La coalición oficialista Cambio 90 - Nueva Mayoría ganó las elecciones, consiguiendo la mayoría absoluta.

## Sistema electoral
Se eligió a 120 miembros correspondientes a un distrito nacional único empleando el método de la cifra repartidora, con doble voto preferencial opcional.

## Partidos y líderes
A continuación se muestra una lista de los principales partidos y alianzas electorales que participaron en las elecciones:
| Candidatura | Candidatura | Partidos y alianzas | Líderes | Líderes                    | Ideología                                                           | Ref. |
| ----------- | ----------- | --- | ------- | -------------------------- | ------------------------------------------------------------------- | ---- |
|             | C90–NM      | Lista - Cambio 90 - Nueva Mayoría (C90–NM) – Cambio 90 (C90) – Nueva Mayoría (NM) |         | Alberto Fujimori Fujimori  | Fujimorismo Neoliberalismo Populismo de derecha Anticomunismo       |      |
|             | UPP         | Lista - Unión por el Perú (UPP) |         | Javier Pérez de Cuéllar    | Socioliberalismo Progresismo Socialdemocracia                       |      |
|             | APRA        | Lista - Partido Aprista Peruano (APRA) |         | Alan García Pérez          | Aprismo                                                             |      |
|             | FIM         | Lista - Frente Independiente Moralizador (FIM) |         | Fernando Olivera Vega      | Reformismo                                                          |      |
|             | CODE–PP     | Lista - CODE - País Posible (CODE–PP) – Coordinadora Democrática (CODE) – País Posible (PP) |         | Alejandro Toledo Manrique  | Liberalismo económico Democracia liberal                            |      |
|             | AP          | Lista - Acción Popular (AP) |         | Fernando Belaúnde Terry    | Humanismo Nacionalismo cívico Reformismo                            |      |
|             | PPC         | Lista - Partido Popular Cristiano (PPC) |         | Lourdes Flores Nano        | Democracia cristiana Conservadurismo Liberalismo económico          |      |
|             | R           | Lista - Renovación (R) |         | Rafael Rey Rey             | Democracia cristiana Ultraconservadurismo Fundamentalismo cristiano |      |
|             | OBRAS       | Lista - Movimiento Cívico Nacional OBRAS (OBRAS) |         | Ricardo Belmont Cassinelli | Partido atrapalotodo                                                |      |
|             | IU          | Lista - Izquierda Unida (IU) – Frente Obrero Campesino Estudiantil y Popular (FOCEP) – Partido Comunista Peruano (PCP) – Partido Unificado Mariateguista (PUM) – Unión de Izquierda Revolucionaria (UNIR) – Acuerdo Socialista de Izquierda (ASI) – Movimiento Socialista Peruano (MSP) |         | Alfonso Barrantes Lingán   | Marxismo-leninismo Mariateguismo Socialismo democrático             |      |
|             | FNTC        | Lista - Perú al 2000 - Frenatraca (FNTC) |         | Roger Cáceres Velásquez    | Nacionalismo de izquierda Tahuantinsuyismo                          |      |
|             | Frepap      | Lista - Frente Popular Agrícola del Perú (Frepap) |         | Ezequiel Ataucusi Gamonal  | Israelismo Fundamentalismo cristiano Populismo                      |      |
|             | MIA         | Lista - Movimiento Independiente Agrario (MIA) |         | Julio Chú Mériz            | Partido atrapalotodo                                                |      |

## Resultados
|                        |                                                 |              |              |              |         |         |
| Partidos y coaliciones | Partidos y coaliciones                          | Voto popular | Voto popular | Voto popular | Escaños | Escaños |
| Partidos y coaliciones | Partidos y coaliciones                          | Votos        | %            | ±pp          | Total   | +/−     |
|                        | Cambio 90 - Nueva Mayoría (C90–NM)              | 2,277,423    | 52.10        | n/a          | 67      | n/a     |
|                        | Unión por el Perú (UPP)                         | 611,804      | 14.00        | n/a          | 17      | n/a     |
|                        | Partido Aprista Peruano (APRA)                  | 285,526      | 6.53         | n/a          | 8       | n/a     |
|                        | Frente Independiente Moralizador (FIM)          | 213,777      | 4.89         | n/a          | 6       | n/a     |
|                        | CODE - País Posible (CODE–PP)                   | 181,397      | 4.15         | n/a          | 5       | n/a     |
|                        | Acción Popular (AP)                             | 146,018      | 3.34         | n/a          | 4       | n/a     |
|                        | Partido Popular Cristiano (PPC)                 | 135,236      | 3.09         | n/a          | 3       | n/a     |
|                        | Renovación (R)                                  | 130,060      | 2.98         | n/a          | 3       | n/a     |
|                        | Movimiento Cívico Nacional OBRAS (OBRAS)        | 87,252       | 2.00         | n/a          | 2       | n/a     |
|                        | Izquierda Unida (IU)                            | 82,061       | 1.88         | n/a          | 2       | n/a     |
|                        | Frente Popular Agrícola del Perú (Frepap)       | 46,990       | 1.08         | n/a          | 1       | n/a     |
|                        | Perú al 2000 - Frenatraca (Frenatraca)          | 46,728       | 1.07         | n/a          | 1       | n/a     |
|                        | Movimiento Independiente Agrario (MIA)          | 34,463       | 0.79         | n/a          | 1       | n/a     |
|                        | Movimiento Independiente Nuevo Perú             | 29,557       | 0.68         | n/a          | 0       | n/a     |
|                        | Partido Reformista del Perú                     | 13,102       | 0.30         | n/a          | 0       | n/a     |
|                        | Alternativa Perú Puma                           | 12,391       | 0.28         | n/a          | 0       | n/a     |
|                        | Apertura para el Desarrollo Nacional            | 10,752       | 0.25         | n/a          | 0       | n/a     |
|                        | Frente Independiente de Reconciliación Nacional | 10,314       | 0.24         | n/a          | 0       | n/a     |
|                        | Movimiento Independiente Inca                   | 9,598        | 0.22         | n/a          | 0       | n/a     |
|                        | Movimiento Social Independiente Recambio        | 6,588        | 0.15         | n/a          | 0       | n/a     |
|                        |                                                 |              |              |              |         |         |
| Total                  | Total                                           | 4,371,037    |              |              | 120     | n/a     |
|                        |                                                 |              |              |              |         |         |
| Votos válidos          | Votos válidos                                   | 4,371,037    | 53.11        | n/a          |         |         |
| Votos en blanco        | Votos en blanco                                 | 502,774      | 6.11         | n/a          |         |         |
| Votos nulos            | Votos nulos                                     | 3,356,435    | 40.78        | n/a          |         |         |
| Votos emitidos         | Votos emitidos                                  | 8,230,246    | 67.02        | n/a          |         |         |
| Abstenciones           | Abstenciones                                    | 4,050,292    | 32.98        | n/a          |         |         |
| Votantes registrados   | Votantes registrados                            | 12,280,538   |              |              |         |         |
|                        |                                                 |              |              |              |         |         |
| Fuente:                |                                                 |              |              |              |         |         |

| \| Voto popular \| Voto popular \| Voto popular \| Voto popular \| Voto popular \| \| ------------ \| ------------ \| ------------ \| ------------ \| ------------ \| \| \| \| \| \| \| \| C90–NM \| C90–NM \| \| 52.10 % \| 52.10 % \| \| UPP \| UPP \| \| 14.00 % \| 14.00 % \| \| APRA \| APRA \| \| 6.53 % \| 6.53 % \| \| FIM \| FIM \| \| 4.89 % \| 4.89 % \| \| CODE–PP \| CODE–PP \| \| 4.15 % \| 4.15 % \| \| AP \| AP \| \| 3.34 % \| 3.34 % \| \| PPC \| PPC \| \| 3.09 % \| 3.09 % \| \| R \| R \| \| 2.98 % \| 2.98 % \| \| OBRAS \| OBRAS \| \| 2.00 % \| 2.00 % \| \| IU \| IU \| \| 1.88 % \| 1.88 % \| \| FREPAP \| FREPAP \| \| 1.08 % \| 1.08 % \| \| FRENATRACA \| FRENATRACA \| \| 1.07 % \| 1.07 % \| \| MIA \| MIA \| \| 0.97 % \| 0.97 % \| \| Otros \| Otros \| \| 2.10 % \| 2.10 % \| |            |  |         |         |
| Voto popular |            |  |         |         |
| |            |  |         |         |
| C90–NM | C90–NM     |  | 52.10 % | 52.10 % |
| UPP | UPP        |  | 14.00 % | 14.00 % |
| APRA | APRA       |  | 6.53 %  | 6.53 %  |
| FIM | FIM        |  | 4.89 %  | 4.89 %  |
| CODE–PP | CODE–PP    |  | 4.15 %  | 4.15 %  |
| AP | AP         |  | 3.34 %  | 3.34 %  |
| PPC | PPC        |  | 3.09 %  | 3.09 %  |
| R | R          |  | 2.98 %  | 2.98 %  |
| OBRAS | OBRAS      |  | 2.00 %  | 2.00 %  |
| IU | IU         |  | 1.88 %  | 1.88 %  |
| FREPAP | FREPAP     |  | 1.08 %  | 1.08 %  |
| FRENATRACA | FRENATRACA |  | 1.07 %  | 1.07 %  |
| MIA | MIA        |  | 0.97 %  | 0.97 %  |
| Otros | Otros      |  | 2.10 %  | 2.10 %  |

| \| Escaños \| Escaños \| Escaños \| Escaños \| Escaños \| \| ---------- \| ---------- \| ------- \| ------- \| ------- \| \| \| \| \| \| \| \| C90–NM \| C90–NM \| \| 55.83 % \| 55.83 % \| \| UPP \| UPP \| \| 14.17 % \| 14.17 % \| \| APRA \| APRA \| \| 6.67 % \| 6.67 % \| \| FIM \| FIM \| \| 5.00 % \| 5.00 % \| \| CODE–PP \| CODE–PP \| \| 4.17 % \| 4.17 % \| \| AP \| AP \| \| 3.33 % \| 3.33 % \| \| PPC \| PPC \| \| 2.50 % \| 2.50 % \| \| RN \| RN \| \| 2.50 % \| 2.50 % \| \| OBRAS \| OBRAS \| \| 1.67 % \| 1.67 % \| \| IU \| IU \| \| 1.67 % \| 1.67 % \| \| FREPAP \| FREPAP \| \| 0.83 % \| 0.83 % \| \| FRENATRACA \| FRENATRACA \| \| 0.83 % \| 0.83 % \| \| MIA \| MIA \| \| 0.83 % \| 0.83 % \| |            |  |         |         |
| Escaños |            |  |         |         |
| |            |  |         |         |
| C90–NM | C90–NM     |  | 55.83 % | 55.83 % |
| UPP | UPP        |  | 14.17 % | 14.17 % |
| APRA | APRA       |  | 6.67 %  | 6.67 %  |
| FIM | FIM        |  | 5.00 %  | 5.00 %  |
| CODE–PP | CODE–PP    |  | 4.17 %  | 4.17 %  |
| AP | AP         |  | 3.33 %  | 3.33 %  |
| PPC | PPC        |  | 2.50 %  | 2.50 %  |
| RN | RN         |  | 2.50 %  | 2.50 %  |
| OBRAS | OBRAS      |  | 1.67 %  | 1.67 %  |
| IU | IU         |  | 1.67 %  | 1.67 %  |
| FREPAP | FREPAP     |  | 0.83 %  | 0.83 %  |
| FRENATRACA | FRENATRACA |  | 0.83 %  | 0.83 %  |
| MIA | MIA        |  | 0.83 %  | 0.83 %  |

## Representantes electos
| Distrito Electoral | Escaños | Congresistas electos | Congresistas electos                           | Partido                          | Votos   |
| ------------------ | ------- | -------------------- | ---------------------------------------------- | -------------------------------- | ------- |
| Distrito Único     | 120     | 1                    | Arturo Castillo Chirinos                       | Acción Popular                   | 28,111  |
| Distrito Único     | 120     | 12                   | Víctor Daniel Coral Pérez                      | Acción Popular                   | 11,543  |
| Distrito Único     | 120     | 2                    | Javier Alva Orlandini                          | Acción Popular                   | 7,778   |
| Distrito Único     | 120     | 30                   | Ángel Miguel Bartra Gonzales                   | Acción Popular                   | 5,991   |
| Distrito Único     | 120     | 1                    | Máximo Agustín Mantilla Campos                 | Partido Aprista Peruano          | 37,287  |
| Distrito Único     | 120     | 2                    | Jorge Alfonso Alejandro del Castillo Gálvez    | Partido Aprista Peruano          | 35,944  |
| Distrito Único     | 120     | 4                    | Alejandro Agustín Santa María Silva            | Partido Aprista Peruano          | 22,501  |
| Distrito Único     | 120     | 19                   | Freddy Alberto Ghilardi Álvarez                | Partido Aprista Peruano          | 10,807  |
| Distrito Único     | 120     | 55                   | Luis Lastenio Morales Costa                    | Partido Aprista Peruano          | 7,046   |
| Distrito Único     | 120     | 20                   | César Alejandro Zumaeta Flores                 | Partido Aprista Peruano          | 6,843   |
| Distrito Único     | 120     | 13                   | Ángel Javier Velásquez Quesquén                | Partido Aprista Peruano          | 5,434   |
| Distrito Único     | 120     | 15                   | Edgar Núñez Román                              | Partido Aprista Peruano          | 5,376   |
| Distrito Único     | 120     | 1                    | Martha Gladys Chávez Cossio                    | Cambio 90 - Nueva Mayoría        | 488,606 |
| Distrito Único     | 120     | 3                    | Víctor Dionicio Joy Way Rojas                  | Cambio 90 - Nueva Mayoría        | 201,839 |
| Distrito Único     | 120     | 10                   | Luz Filomena Salgado Rubianes                  | Cambio 90 - Nueva Mayoría        | 54,839  |
| Distrito Único     | 120     | 4                    | Martha Luz Hildebrandt Pérez-Treviño           | Cambio 90 - Nueva Mayoría        | 44,226  |
| Distrito Único     | 120     | 95                   | Miguel Ángel Quicaña Aviles                    | Cambio 90 - Nueva Mayoría        | 42,725  |
| Distrito Único     | 120     | 6                    | Jorge Miguel Velit Núñez                       | Cambio 90 - Nueva Mayoría        | 41,452  |
| Distrito Único     | 120     | 75                   | Adolfo Luis Amorín Bueno                       | Cambio 90 - Nueva Mayoría        | 35,944  |
| Distrito Único     | 120     | 12                   | Aurora de Jesús Torrejón Rivas de Chincha      | Cambio 90 - Nueva Mayoría        | 34,769  |
| Distrito Único     | 120     | 5                    | Luis Humberto Delgado Aparicio-Porta           | Cambio 90 - Nueva Mayoría        | 28,192  |
| Distrito Único     | 120     | 3                    | Carlos Guillermo Torres y Torres Lara          | Cambio 90 - Nueva Mayoría        | 27,371  |
| Distrito Único     | 120     | 13                   | Daniel Humberto Espichán Tumay                 | Cambio 90 - Nueva Mayoría        | 21,770  |
| Distrito Único     | 120     | 51                   | Helbert Gáspar Samalvides Dongo                | Cambio 90 - Nueva Mayoría        | 21,710  |
| Distrito Único     | 120     | 20                   | Óscar Andrés Reggiardo Sayán                   | Cambio 90 - Nueva Mayoría        | 19,591  |
| Distrito Único     | 120     | 9                    | Carlos Ernesto Fernando Ferrero Costa          | Cambio 90 - Nueva Mayoría        | 19,189  |
| Distrito Único     | 120     | 45                   | Víctor Manuel Ruiz-Caro Álvarez                | Cambio 90 - Nueva Mayoría        | 18,762  |
| Distrito Único     | 120     | 50                   | César Ricardo Larrabure Gálvez                 | Cambio 90 - Nueva Mayoría        | 18,586  |
| Distrito Único     | 120     | 77                   | Eduardo Benjamín Pando Pacheco                 | Cambio 90 - Nueva Mayoría        | 18,433  |
| Distrito Único     | 120     | 28                   | Óscar Martorell Flores                         | Cambio 90 - Nueva Mayoría        | 18,375  |
| Distrito Único     | 120     | 55                   | Carlos Hernán León Trelles                     | Cambio 90 - Nueva Mayoría        | 18,813  |
| Distrito Único     | 120     | 36                   | Edith Angélica Mellado Céspedes                | Cambio 90 - Nueva Mayoría        | 16,485  |
| Distrito Único     | 120     | 43                   | Víctor Raúl Fernández Bustinza                 | Cambio 90 - Nueva Mayoría        | 15,353  |
| Distrito Único     | 120     | 107                  | Francisco Ramos Santillán                      | Cambio 90 - Nueva Mayoría        | 15,262  |
| Distrito Único     | 120     | 44                   | Víctor Jubert Chávez Serrano                   | Cambio 90 - Nueva Mayoría        | 14,859  |
| Distrito Único     | 120     | 203                  | Rafael Urrelo Guerra                           | Cambio 90 - Nueva Mayoría        | 14,590  |
| Distrito Único     | 120     | 97                   | Juan Francisco Cardoso Romero                  | Cambio 90 - Nueva Mayoría        | 13,861  |
| Distrito Único     | 120     | 32                   | Juan Bosco Hermoza Ríos                        | Cambio 90 - Nueva Mayoría        | 13,850  |
| Distrito Único     | 120     | 85                   | María Jesús Espinoza Matos                     | Cambio 90 - Nueva Mayoría        | 12,866  |
| Distrito Único     | 120     | 40                   | Samuel Matsuda Nishimura                       | Cambio 90 - Nueva Mayoría        | 12,791  |
| Distrito Único     | 120     | 18                   | Alfonso Baella Tuesta                          | Cambio 90 - Nueva Mayoría        | 12,701  |
| Distrito Único     | 120     | 67                   | Erland Wilmer Rodas Díaz                       | Cambio 90 - Nueva Mayoría        | 12,625  |
| Distrito Único     | 120     | 59                   | Luis Eduardo Chang Ching                       | Cambio 90 - Nueva Mayoría        | 12,001  |
| Distrito Único     | 120     | 58                   | Jorge Luis Figueroa Vizcarra                   | Cambio 90 - Nueva Mayoría        | 11,788  |
| Distrito Único     | 120     | 90                   | Samuel Reyna Farje Abenzu                      | Cambio 90 - Nueva Mayoría        | 11,654  |
| Distrito Único     | 120     | 38                   | Juan Carlos Lam Álvarez                        | Cambio 90 - Nueva Mayoría        | 11,611  |
| Distrito Único     | 120     | 42                   | Óscar Eliseo Medelius Rodríguez                | Cambio 90 - Nueva Mayoría        | 11,504  |
| Distrito Único     | 120     | 52                   | Segundo Gamaliel Barreto Estrada               | Cambio 90 - Nueva Mayoría        | 11,473  |
| Distrito Único     | 120     | 14                   | Carlos Miguel Blanco Oropeza                   | Cambio 90 - Nueva Mayoría        | 11,261  |
| Distrito Único     | 120     | 111                  | Mario Dionicio Paredes Cueva                   | Cambio 90 - Nueva Mayoría        | 11,036  |
| Distrito Único     | 120     | 24                   | José Gabriel Sánchez Vega                      | Cambio 90 - Nueva Mayoría        | 10,784  |
| Distrito Único     | 120     | 103                  | Gamaniel Chiroque Ramírez                      | Cambio 90 - Nueva Mayoría        | 10,685  |
| Distrito Único     | 120     | 29                   | Cristóbal Villasante Chambi                    | Cambio 90 - Nueva Mayoría        | 10,512  |
| Distrito Único     | 120     | 66                   | Alberto Sato Abe                               | Cambio 90 - Nueva Mayoría        | 10,425  |
| Distrito Único     | 120     | 63                   | Segundo Vito Aliaga Araujo                     | Cambio 90 - Nueva Mayoría        | 10,377  |
| Distrito Único     | 120     | 46                   | Jorge Ruiz Dávila                              | Cambio 90 - Nueva Mayoría        | 10,357  |
| Distrito Único     | 120     | 11                   | Ricardo Arturo Marcenaro Frers                 | Cambio 90 - Nueva Mayoría        | 10,224  |
| Distrito Único     | 120     | 7                    | Jorge Edgar José Muñiz Ziches                  | Cambio 90 - Nueva Mayoría        | 10,077  |
| Distrito Único     | 120     | 17                   | Gilberto Siura Céspedes                        | Cambio 90 - Nueva Mayoría        | 9,880   |
| Distrito Único     | 120     | 34                   | Anastacio Vega Ascencio                        | Cambio 90 - Nueva Mayoría        | 9,577   |
| Distrito Único     | 120     | 57                   | Carlos Ernesto Reátegui Trigoso                | Cambio 90 - Nueva Mayoría        | 9,537   |
| Distrito Único     | 120     | 25                   | Pedro David Vílchez Malpica                    | Cambio 90 - Nueva Mayoría        | 9,340   |
| Distrito Único     | 120     | 41                   | Virgilio Gutiérrez Mercedes                    | Cambio 90 - Nueva Mayoría        | 9,304   |
| Distrito Único     | 120     | 48                   | Demetrio Patsias Mella                         | Cambio 90 - Nueva Mayoría        | 9,104   |
| Distrito Único     | 120     | 114                  | Edilberto Díaz Bringas                         | Cambio 90 - Nueva Mayoría        | 8,841   |
| Distrito Único     | 120     | 100                  | Luis Ezequiel Campos Baca                      | Cambio 90 - Nueva Mayoría        | 8,345   |
| Distrito Único     | 120     | 60                   | Eusebio Edilberto Vicuña Vásquez               | Cambio 90 - Nueva Mayoría        | 8,245   |
| Distrito Único     | 120     | 109                  | Gustavo Carlos Flores Flores                   | Cambio 90 - Nueva Mayoría        | 8,333   |
| Distrito Único     | 120     | 19                   | César Oswaldo Sandoval Aguirre                 | Cambio 90 - Nueva Mayoría        | 8,154   |
| Distrito Único     | 120     | 33                   | Carlos Barbarán Rengifo                        | Cambio 90 - Nueva Mayoría        | 8,034   |
| Distrito Único     | 120     | 112                  | Juan José Jhong Junchaya                       | Cambio 90 - Nueva Mayoría        | 7,971   |
| Distrito Único     | 120     | 62                   | Manuel Alfonso Cerrate Valenzuela              | Cambio 90 - Nueva Mayoría        | 7,810   |
| Distrito Único     | 120     | 70                   | Alejandro Ruperto Abanto Pongo                 | Cambio 90 - Nueva Mayoría        | 7,698   |
| Distrito Único     | 120     | 61                   | María del Carmen Lozada Rendón de Gamboa       | Cambio 90 - Nueva Mayoría        | 7,692   |
| Distrito Único     | 120     | 15                   | Jorge Alfredo Trelles Montero                  | Cambio 90 - Nueva Mayoría        | 7,538   |
| Distrito Único     | 120     | 96                   | Anselmo Vidal Revilla Jurado                   | Cambio 90 - Nueva Mayoría        | 7,408   |
| Distrito Único     | 120     | 54                   | Juan Huamanchumo Romero                        | Cambio 90 - Nueva Mayoría        | 7,375   |
| Distrito Único     | 120     | 76                   | Roger Amuruz Gallegos                          | Cambio 90 - Nueva Mayoría        | 7,349   |
| Distrito Único     | 120     | 64                   | Genaro Colchado Arellano                       | Cambio 90 - Nueva Mayoría        | 7,335   |
| Distrito Único     | 120     | 1                    | Dennis Javier Vargas Marín                     | CODE - País Posible              | 49,572  |
| Distrito Único     | 120     | 2                    | José Augusto Barba Caballero                   | CODE - País Posible              | 16,216  |
| Distrito Único     | 120     | 30                   | Luis Alberto Chú Rubio                         | CODE - País Posible              | 6,866   |
| Distrito Único     | 120     | 15                   | Moisés Heresi Abdelnour                        | CODE - País Posible              | 6,047   |
| Distrito Único     | 120     | 80                   | Enrique Orlando Pulgar Lucas                   | CODE - País Posible              | 4,145   |
| Distrito Único     | 120     | 1                    | Luis Fernando Olivera Vega                     | Frente Independiente Moralizador | 100,237 |
| Distrito Único     | 120     | 5                    | Martha Beatriz Merino Lucero                   | Frente Independiente Moralizador | 8,961   |
| Distrito Único     | 120     | 97                   | Jorge Napoleón Salazar Vargas                  | Frente Independiente Moralizador | 7,102   |
| Distrito Único     | 120     | 2                    | Ernesto Ramón Gamarra Olivares                 | Frente Independiente Moralizador | 6,319   |
| Distrito Único     | 120     | 69                   | Antonio Llerena Marotti                        | Frente Independiente Moralizador | 5,006   |
| Distrito Único     | 120     | 45                   | Elferez Vidarte Correa                         | Frente Independiente Moralizador | 4,897   |
| Distrito Único     | 120     | 1                    | Javier Hugo Noriega Febres                     | Frente Popular Agrícola del Perú | 7,473   |
| Distrito Único     | 120     | 1                    | Javier Ernesto Diez-Canseco Cisneros           | Izquierda Unida                  | 17,967  |
| Distrito Único     | 120     | 2                    | Rolando Rubén Breña Pantoja                    | Izquierda Unida                  | 5,861   |
| Distrito Único     | 120     | 1                    | Máximo San Román Cáceres                       | Movimiento OBRAS                 | 21,536  |
| Distrito Único     | 120     | 2                    | Manuel María Constantino Lajo Lazo             | Movimiento OBRAS                 | 6,204   |
| Distrito Único     | 120     | 13                   | Ivonne Susana Díaz Díaz                        | Movimiento Independiente Agrario | 10,280  |
| Distrito Único     | 120     | 1                    | Roger Enrique Cáceres Velásquez                | Perú al 2000 / FRENATRACA        | 7,577   |
| Distrito Único     | 120     | 1                    | Lourdes Celmira Rosario Flores Nano            | Partido Popular Cristiano        | 67,170  |
| Distrito Único     | 120     | 2                    | Ántero Flores-Aráoz Esparza                    | Partido Popular Cristiano        | 20,305  |
| Distrito Único     | 120     | 4                    | Xavier Rodolfo Barrón Cebreros                 | Partido Popular Cristiano        | 12,566  |
| Distrito Único     | 120     | 1                    | Rafael Rey Rey                                 | Renovación                       | 78,943  |
| Distrito Único     | 120     | 2                    | Enrique Chirinos Soto                          | Renovación                       | 12,149  |
| Distrito Único     | 120     | 4                    | Augusto Arturo Salazar Larraín                 | Renovación                       | 2,648   |
| Distrito Único     | 120     | 1                    | Daniel Federico Estrada Pérez                  | Unión por el Perú                | 141,120 |
| Distrito Único     | 120     | 2                    | Hilda Graciela Fernández-Baca Calderón         | Unión por el Perú                | 32,499  |
| Distrito Único     | 120     | 9                    | Henry Gustavo Pease García-Yrigoyen            | Unión por el Perú                | 23,207  |
| Distrito Único     | 120     | 11                   | Alfonso Grados Bertorini                       | Unión por el Perú                | 21,242  |
| Distrito Único     | 120     | 7                    | Gustavo Mohme Llona                            | Unión por el Perú                | 18,332  |
| Distrito Único     | 120     | 3                    | Jorge Jesús Avendaño Valdez                    | Unión por el Perú                | 15,656  |
| Distrito Único     | 120     | 36                   | Aldo Vladimiro Estrada Choque                  | Unión por el Perú                | 14,870  |
| Distrito Único     | 120     | 4                    | Francisco Javier Pardo Mesones                 | Unión por el Perú                | 13,235  |
| Distrito Único     | 120     | 12                   | Miguel Segundo Ciccia Vásquez                  | Unión por el Perú                | 10,188  |
| Distrito Único     | 120     | 5                    | María Ofelia Cerro Moral                       | Unión por el Perú                | 9,488   |
| Distrito Único     | 120     | 50                   | Harold Winston Forsyth Mejía                   | Unión por el Perú                | 8,983   |
| Distrito Único     | 120     | 28                   | Rigoberto Ezquerra Cáceres                     | Unión por el Perú                | 8,677   |
| Distrito Único     | 120     | 26                   | Ana Elena Luisa Cristina Townsend Diez-Canseco | Unión por el Perú                | 8,463   |
| Distrito Único     | 120     | 8                    | Roger Antenor Guerra-García Cueva              | Unión por el Perú                | 8,290   |
| Distrito Único     | 120     | 79                   | Santos Reto Neyra                              | Unión por el Perú                | 8,875   |
| Distrito Único     | 120     | 19                   | Jorge Luis Donayre Lozano                      | Unión por el Perú                | 7,209   |
| Distrito Único     | 120     | 13                   | Carlos Julio Chipoco Cáceda                    | Unión por el Perú                | 6,473   |